# Emmanuel Ngona Ngotsi
Emmanuel Ngona Ngotsi MAfr (* 1. Januar 1960 in Bambu-Mines) ist ein kongolesischer römisch-katholischer Ordensgeistlicher und Bischof von Wamba.

## Leben
Emmanuel Ngona Ngotsi trat in Bambu-Mines der Ordensgemeinschaft der Weißen Väter bei und studierte Philosophie am dortigen ordenseigenen Studienzentrum. Nach einem pastoralen Praktikum in Burkina Faso folgte das Studium der Katholischen Theologie am Katholischen Institut von Toulouse. Am 22. August 1990 empfing er in Fataki das Sakrament der Priesterweihe.
Ngona Ngotsi war nach der Priesterweihe zunächst als Pfarrvikar und ab 1994 schließlich als Pfarrer in Birni-N’Konni im Niger tätig. 1996 setzte er seine Studien in Frankreich fort, wo er 1999 am Institut Catholique de Paris ein Lizenziat im Fach Sozialwissenschaften erwarb. Danach wirkte Ngona Ngotsi wieder im Niger als Pfarrer in Zinder. 2004 nahm er als Delegat am Generalkapitel der Weißen Väter in Rom teil. Von 2005 bis 2008 war er stellvertretender Provinzial seiner Ordensgemeinschaft in Ouagadougou. Nachdem Ngona Ngotsi von 2008 bis 2009 kurzzeitig als Rektor des ordenseigenen philosophischen Instituts in Ouagadougou fungiert hatte, wurde er Provinzial der Ordensprovinz Zentralafrika der Weißen Väter mit Sitz in Bukavu. Von 2010 bis 2016 gehörte er dem Generalrat der Weißen Väter in Rom an. Ab 2017 war Ngona Ngotsi erneut Provinzial der Ordensprovinz Zentralafrika. Darüber hinaus gehörte er dem Priesterrat und dem Konsultorenkollegium des Erzbistums Bukavu an.
Am 17. Januar 2024 ernannte ihn Papst Franziskus zum Bischof von Wamba. Der Erzbischof von Kinshasa, Fridolin Ambongo Kardinal Besungu OFMCap, spendete ihm am 15. September desselben Jahres in der Kathedrale Notre-Dame du Congo in Kinshasa die Bischofsweihe; Mitkonsekratoren waren der Apostolische Nuntius in der Demokratischen Republik Kongo, Erzbischof Mitja Leskovar, und der Erzbischof von Kisangani, Marcel Utembi Tapa.